# ريان وودز (لاعب كرة قدم)
ريان وودز (بالإنجليزية: Ryan Woods) (13 ديسمبر 1993 في المملكة المتحدة - ) هو لاعب كرة قدم بريطاني في مركز الظهير. لعب مع شروزبري تاون ونادي برينتفورد.

## وصلات خارجية
- ريان وودز على موقع قاعدة بيانات كرة القدم.إي يو (الإنجليزية)
- ريان وودز على موقع Soccerbase.com (لاعب) (الإنجليزية)
- ريان وودز على موقع Soccerway.com (الإنجليزية)